# Angelo Galvan
Angelo Galvan, le Renard du Bois du Cazier, né à Roana en Italie, le 25 avril 1920 et mort à Charleroi en Belgique, le 6 mars 1988, est un mineur qui prit une part active lors du sauvetage survenu à la suite de la catastrophe minière du Bois du Cazier. Il devint le symbole et le héros de ce sauvetage qui, dans une large mesure, fut vain puisque 262 victimes seront dénombrées sur les 275 hommes descendus au fond ce matin du 8 août 1956.

## Éléments biographiques

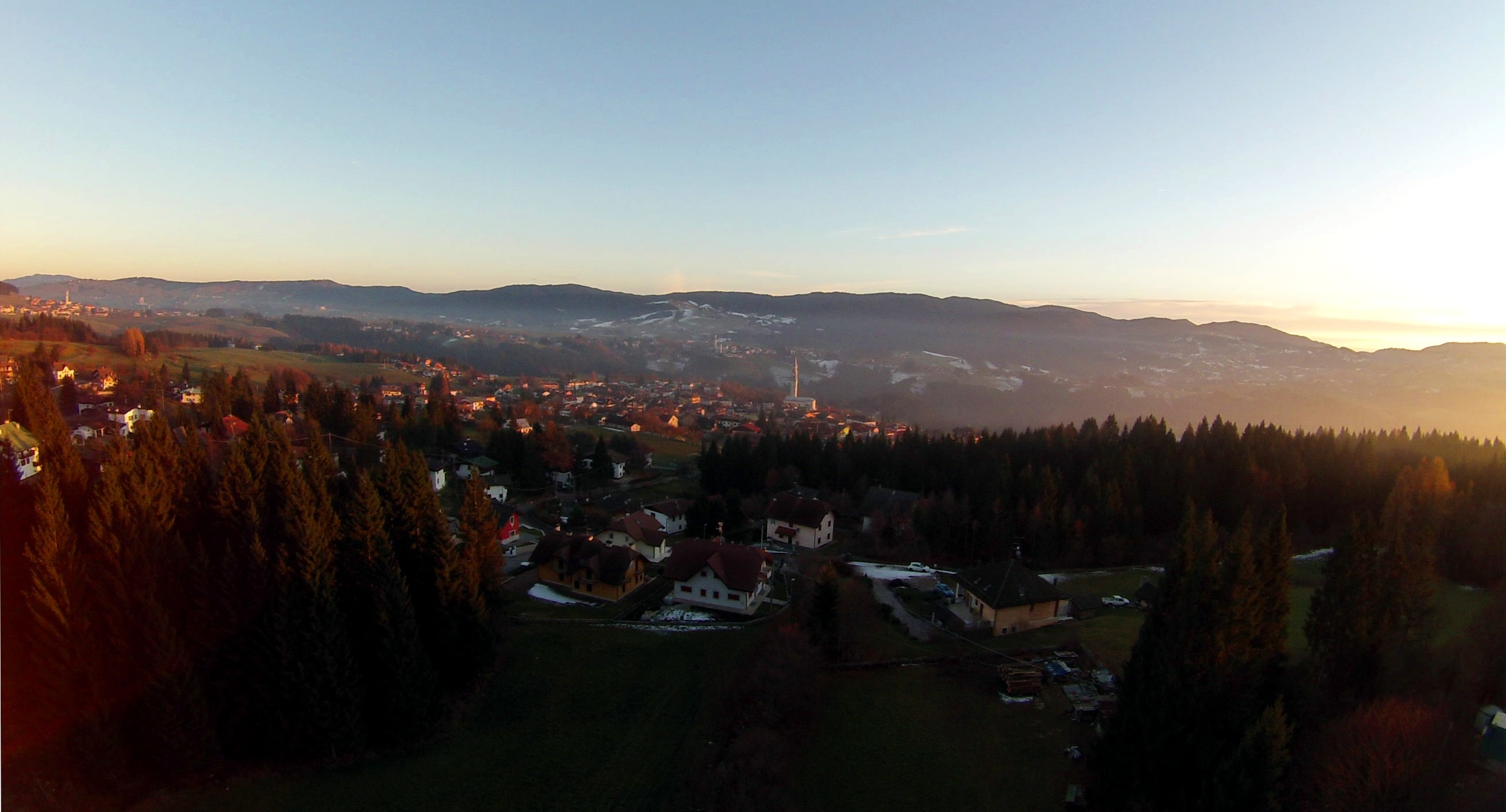
Roana dall'alto

Angelo Galvan naît le 25 avril 1920 dans la province de Vicence, sur le plateau d'Asiago qui regroupe sept villages dont celui de Roana d'où était originaire sa maman, Rosa Tumulero. Après leur mariage, le couple s'installe à Caltrano d'où était originaire le papa d'Angelo, Giovanni Galvan. En 1924, Giovanni, communiste et antifasciste est contraint de s'exiler face à un Benito Mussolini en passe de prendre les pleins pouvoirs en Italie. Son exil commence par la France, puis la Belgique où il s'installe pour travailler à la mine. La maman, Julia et Angelo restent au pays. En 1927, Rosa et Julia émigrent en Belgique tandis qu'Angelo est confié aux grands-parents paternels. La famille ne sera regroupée en Belgique qu'en 1930 lorsqu'Angelo quittera définitivement ses montagnes de Vénétie pour le Pays de Charleroi. Angelo a dix ans.

### Émigrés en Belgique
En Belgique, la vie est bien différente, mais Angelo s'adapte vite. En six mois, il se débrouille déjà fort bien en français. Son père travaille à la mine, au puits n°2 du Mambour. En 1932, la famille s'installe à Dampremy. À la fin de l'année scolaire durant laquelle il atteint ses quatorze ans, Angelo postule chez Dulait, sa candidature est retenue mais lorsqu'il montre sa carte d'identité italienne, ils se ravisent et lui disent qu'ils lui écriront. Voici Angelo contraint de travailler à la mine au puits no 1 du Mambour où il est affecté au triage. Il gagne 13 francs belges par jour. Après six mois, pour améliorer sa solde, il décide de travailler au fond dans un autre charbonnage. Le 28 mai 1935, à quinze ans, Angelo est engagé par le charbonnage du Bois du Cazier, il travaille au fond pour 22 francs belges par jour. Un contremaître le prend en pitié et le fait affecter à des tâches moins pénibles : préposé à l'entretien, rouleur de wagonnets, robineur, ravaleur, gamin de moteur... Angelo apprenait la mine dans toute la diversité de ses métiers. Vint le temps de travailler au fond, d'aller au charbon, Angelo gagnait à cette époque 36 francs belges. En Belgique, la vie a pris son cours, les années passent, insouciantes. À 18 ans, Angelo rencontre Noëlla Janhutte, la fille de leurs voisins nouvellement installés. Elle deviendra plus tard sa femme.

### La Seconde Guerre mondiale
En mai 1940, la Belgique est envahie, puis, au terme de la campagne des 18 jours, elle est placée sous domination allemande. C'est durant cette période troublée qu'Angelo et Noëlla se marient, le 15 novembre 1941. Pas de grande cérémonie pour eux, un simple repas familial à la maison suffit au bonheur du couple qui sera de courte durée puisque le 19 avril 1942, Angelo est arrêté et déferré au consulat d'Italie à Bruxelles. L'arrestation est brutale. En Italie, Angelo est considéré comme un déserteur puisqu'il n'a pas accompli son service militaire. Il ne lui fut même pas possible de dire au revoir à son épouse, enceinte de trois mois et pourtant présente lors de son arrestation.
Le lendemain, un contingent de trente italiens de Charleroi est envoyé en Italie pour combattre aux côtés des Allemands. Lui, émigré, fils d'antifasciste se retrouve enrôlé de force. Milan, Trieste où il reçoit son arme et son uniforme, San Pietro del Carso, à la frontière avec la Yougoslavie où il est affecté à la défense d'un fortin où il était supposé faire la traque aux partisans yougoslaves dont il se sentait frère. Craignant des transfuges, la hiérarchie militaire italienne les renvoient à Trieste pour y accomplir un service militaire. C'est à cette époque qu'Angelo apprendra à conduire. Il entend parler ensuite que des électriciens sont recherchés pour suivre une formation à Berlin, disposant déjà d'un bon bagage technique, il postule et est retenu. Angelo pense qu'avec cette affectation, il aura davantage d'opportunité de prendre la tangente et de rejoindre sa famille, son leitmotiv depuis son arrestation à Charleroi. Il réussit sa formation et est affecté à une batterie côtière à Gênes. La Wehrmacht s'occupait de l'artillerie et les opérateurs italiens des radars. Cette technologie était pour Angelo de la pure science-fiction devenue réalité.

#### Septembre 1943

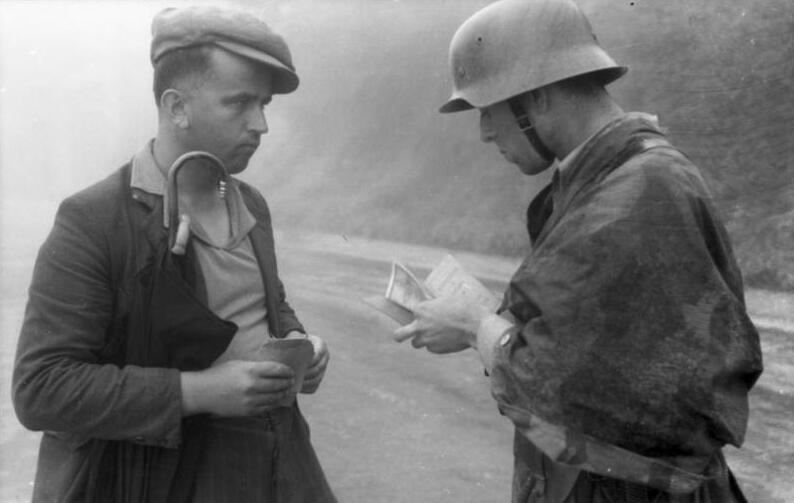
Un soldat allemand contrôle les papiers d'un civil italien dans la région de Milan en 1944.

Mussolini est destitué, arrêté. Le Maréchal Pietro Badoglio négocie avec les alliés un armistice. L'Italie change de camp et se range désormais aux côtés des alliés. La Wehrmacht offre alors le choix aux Italiens de rejoindre leurs rangs sur une base volontaire ou d'opter pour la déportation en Allemagne. Sur les conseils d'un officier avec lequel il s'était lié d'amitié, Angelo opte, comme lui, pour être volontaire. Deux jours plus tard, les deux amis désertent et se lance dans une folle équipée où, marchant de nuit et dormant le jour, ils tentent d'échapper aux Allemands qui traquent les insoumis partout sur le territoire. Après une semaine, ils sont à Schio, à dix kilomètres de Caltrano où ils se cachent deux jours chez une tante d'Angelo. Trois semaines plus tard, ils ont rejoint le maquis où des partisans armés s'organisaient. Les déserteurs furent d'abord fraîchement accueillis, on craignait qu'ils ne fussent des agents doubles à la solde des Nazis. Angelo vécut deux ans dans le maquis. Il participait aux actions coups de poing, aux dynamitages, aux attaques de kommandantur, aux sabotages. Après, les hommes regagnaient le maquis où ils avaient construit des cabanes de bois enterrées dans les bois, indétectables depuis la surface. Maquisards, antifascistes, ces partisans avaient fait de Bella ciao leur hymne. Le 25 avril 1945, des partisans communistes fusillent Mussolini, la fin de la guerre est proche.

#### La libération
En mai 1945, l'Italie est libérée. Angelo n'a qu'une hâte, rejoindre sa famille et son enfant dont il ne sait même pas s'il s'agit d'une fille ou d'un garçon. Ceci prendra encore du temps puisqu'il n'atteindra le sol belge qu'en novembre et davantage encore lorsqu'à la frontière belge, il est arrêté et écroué au Petit-Château. Une fois de plus, on le plaçait dans les rangs de ceux dont il fallait se méfier. Les instances judiciaires belges prennent finalement contact avec son commandant dans le maquis italien, ceci prend du temps. Angelo peut finalement recevoir la visite de sa femme et de sa fille qui a désormais quatre ans : Angelina. Enfin, la libération intervint et la famille réunie put enfin rejoindre le Pays noir.

### Retour à la mine

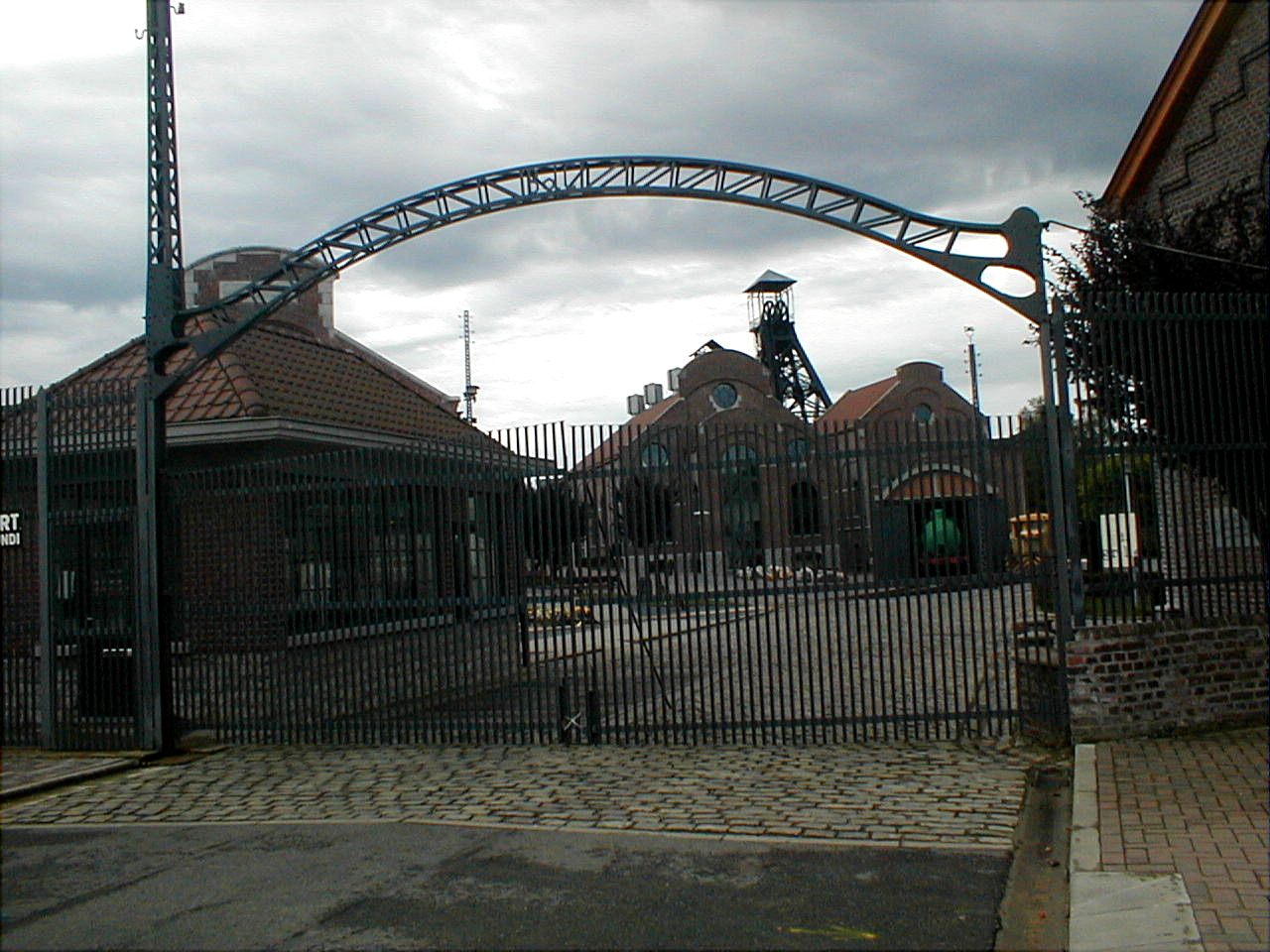
Le portail d'entrée de la mine du Bois du Cazier de Marcinelle

Angelo ne veut plus travailler à la mine mais, par nostalgie, il rend une visite au Bois du Cazier. Le patron l'informe qu'il a besoin de gens de la trempe d'Angelo. Il lui explique qu'il pourrait rapidement devenir porion, lui, immigré italien, âgé de vingt-cinq ans, devenir porion, le rêve de toute une vie. Il se remet aux études, devient bouveleur, apprend les techniques de construction des galeries. Adolphe Calicis lui propose alors de suivre des cours à l'Université du travail de Charleroi pour devenir boutefeu. Pendant un an, après ses six journées de travail au fond de la mine, il étudie tous les dimanches matin. À 26 ans, il est promu surveillant, poste respecté. La famille quitte Dampremy et vient s'installer à la rue du Bois du Cazier à Marcinelle, à quelques mètres des grilles du charbonnage qui allaient devenir tristement et mondialement célèbres. Vers 1948, il est porion de la pause de nuit et en 1953, il obtient le grade de chef porion, rarement atteint avant 50 ans, Angelo en a 33.
Noëlla et Angelo auront quatre enfants : Jean-Marie (†), Angelina, Rosina et Angelo.

### La catastrophe du Bois du Cazier

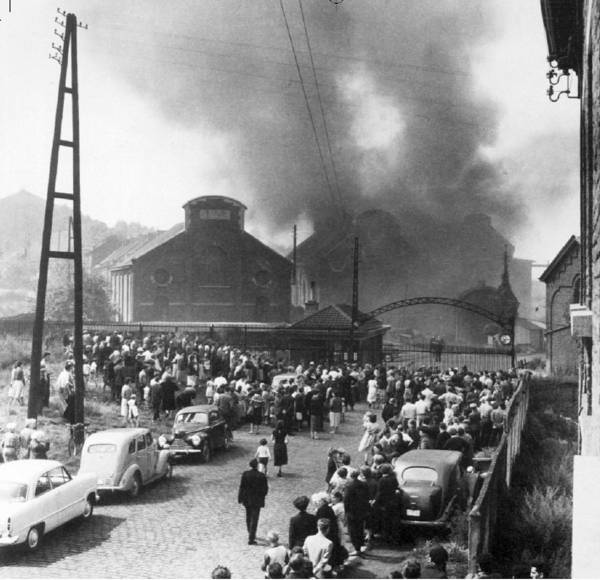
Le Bois du Cazier, à Marcinelle, le 8 août 1956.
photographie : Camille Detraux et Raymond Paquay

Le 8 août 1956 vers 8 h 15, un surveillant essoufflé, arrive chez Angelo : «Y'a l'feu al'fosse, viens vite Angelo!». Angelo se rend aussitôt à la mine où il rencontre Adolphe Calicis, l'ingénieur des mines, directeur des travaux au Bois du Cazier. Ce dernier l'informe du cassage de fosse à la suite d'un incendie qui s'est déclaré au niveau 975. Pierre Votquenne et d'autres sauveteurs sont déjà à pied d'œuvre pour tenter de descendre. Une première tentative les amène à 835 mètres, une demi-heure plus tard ils atteignent 1035 mètres mais ne sont pas en mesure de descendre de la cage et personne à l'envoyage n'actionne la balance hydraulique pour la faire descendre. Les hommes perçoivent cependant des râles quelques mètres plus bas. Les cordons de sonnette étant détruits, les hommes ne peuvent prévenir la surface de les remonter, le tireur de surface, Jules Gilson, prend la décision de remonter la cage, ce qui leur sauvera la vie. En surface, Adolphe Calicis a déjà appelé une première fois la centrale de sauvetage pour leur dire de se tenir prêts, il les rappelle à 8 h 48 pour qu'ils se rendent au Bois du Cazier où la situation empire de minute en minute. À 9h15, une première cage s'abîme dans le fond son câble ayant été rongé par l'incendie. Une seconde la suit à 10h30. On arrête à ce moment la ventilation pour ne pas attiser l'incendie. Adolphe Calicis lance une opération pour remettre en fonction une cage qui se trouve à proximité de la surface, l'opération est longue puisque la cage doit être désolidarisée de sa jumelle qui lui faisait contre-poids. Elle est opérationnelle vers midi.
A 12 h 20, Adolphe Calicis, Angelo Galvan et un autre sauveteur tentent une descente à 170 mètres à la recherche du pompiste mais ils sont contraints de remonter en raison d'un bouchon de vapeur d'eau. Les hommes sont brûlés, Adolphe Calicis aux jambes, Angelo à la nuque. À 14 h 0, la décision est prise de rétablir la ventilation à bas régime pour tenter de dissiper le bouchon de vapeur. Vers 16 h 0 la descente est à nouveau envisageable. Les trois hommes redescendent, ils retrouvent le pompiste, Germain Wimart et le ramènent en surface : gravement intoxiqué, il meurt d'une crise cardiaque un quart d'heure plus tard. A 715 mètres, Adolphe Calicis saisi l'épaule d'Angelo Galvan pour l'inviter à écouter. Ils entendent quelque chose sous un wagonnet retourné. Angelo fait levier pour soulever le charriot, Franz Lowie en sort, les hommes s'apprêtent à le remonter mais Franz Lowie leur dit : andere camaraden. Et, de fait, deux autres rescapés sont retrouvés sous le wagonnet, il s'agit d'Alfons Verheecken qui est gravement brûlé, et Alfons Van de Plas. Ce dernier, un jeune de seize ans a perdu connaissance mais est toujours en vie. Calicis le prend dans ses bras en pleurant. Les trois hommes sont remontés en surface. Trois hommes sont encore retrouvés vivants, par une autre équipe dirigée par Dassargues, au milieu de nombreux cadavres. Il s'agit d'Albert Peers, Louis Saluyts et Karel Wuyts. Personne ne le sait encore, mais ce seront les derniers à remonter vivants. 262 hommes sont encore piégés au fond.
Angelo était rentré chez lui, éreinté, pour dormir deux heures. Vers 1 h 30, il repart au Cazier où il retrouve Adolphe Calicis toujours affairé. Angelo vouait une grande considération envers son supérieur qu'il disait courageux, compétent et dévoué à ses hommes. Angelo ne comprendra pas plus tard sa condamnation qu'il vivait comme une injustice, la condamnation d'un lampiste. Les secours se poursuivront toute la nuit.
| Image externe                         | |
| L'Ange et le Renard du Bois du Cazier | |
|                                       | Geneviève Ladrière interroge Angelo Galvan qui vient de remonter du puits pour savoir s'il y a un espoir de retrouver des rescapés. (photo: Jacky Goessens pour le journal Le Soir.) |

Dans la salle des pendus on avait installé un infirmerie. Geneviève Ladrière, surnommée par les journalistes l'ange du Cazier, n'eut de cesse d'apporter écoute et réconfort aux proches des disparus. Il y avait entre Angelo Galvan et elle un profond respect mutuel, une amitié. Une photo qui a fait le tour du monde immortalise un instant tragique. On y voit Geneviève Ladrière interroger Angelo à sa remontée du puits pour savoir s'il y a un espoir de retrouver des rescapés. La moue d'Angelo en dit long sur ce qu'il en pense.
Le lendemain, les sauveteurs ont pris pied à 835 mètres, l'objectif est d'atteindre 875 mètres et, de là, tenter de rejoindre 907 mètres par une ancienne taille étroite. Il faut pour cela colmater les bouveaux qui relient les deux puits à chacun de leurs étages. L'armée place des sacs de sable dans les conduits sur une épaisseur de 4 mètres. La lourde cage de huit étages pesant 4,3 tonnes est remplacée par une cagette plus légère. Le troisième jour, la centrale de secours d'Essen en Allemagne dirigée par l'ingénieur Länger arrive au Cazier. Elle dispose de moyens modernes de communication et d'un laboratoire mobile permettant d'analyser l'air dans les différents niveaux des puits. Le guidonnage en bois ayant été détruit pour atteindre le niveau 907, on place un cuffat, maintenu par un câble 27 mètres, sous la cage, un sauveteur parvient ainsi à atteindre 907 mètres.
La maison des Galvan devient un véritable centre de crise, Noëlla y accueille les femmes des disparus pour leur prodiguer un peu de réconfort, on y vient aux nouvelles pour connaitre l'avancement des travaux de sauvetage. Le consulat d'Italie a installé dans la pièce de devant un poste avancé. Lorsque Galvan rentrait chez lui pour quelques heures de répit, il devait être encadré par des gendarmes pour l'aider à se frayer un chemin au milieu de la foule.

« Tu sais quand on descendait dans le fond, on ne savait pas si remonter serait une possibilité. Mais on descendait. Noëlla aurait été contente si moi j'étais resté dans le fond, de voir mes camarades descendre pour me ramener au jour, »

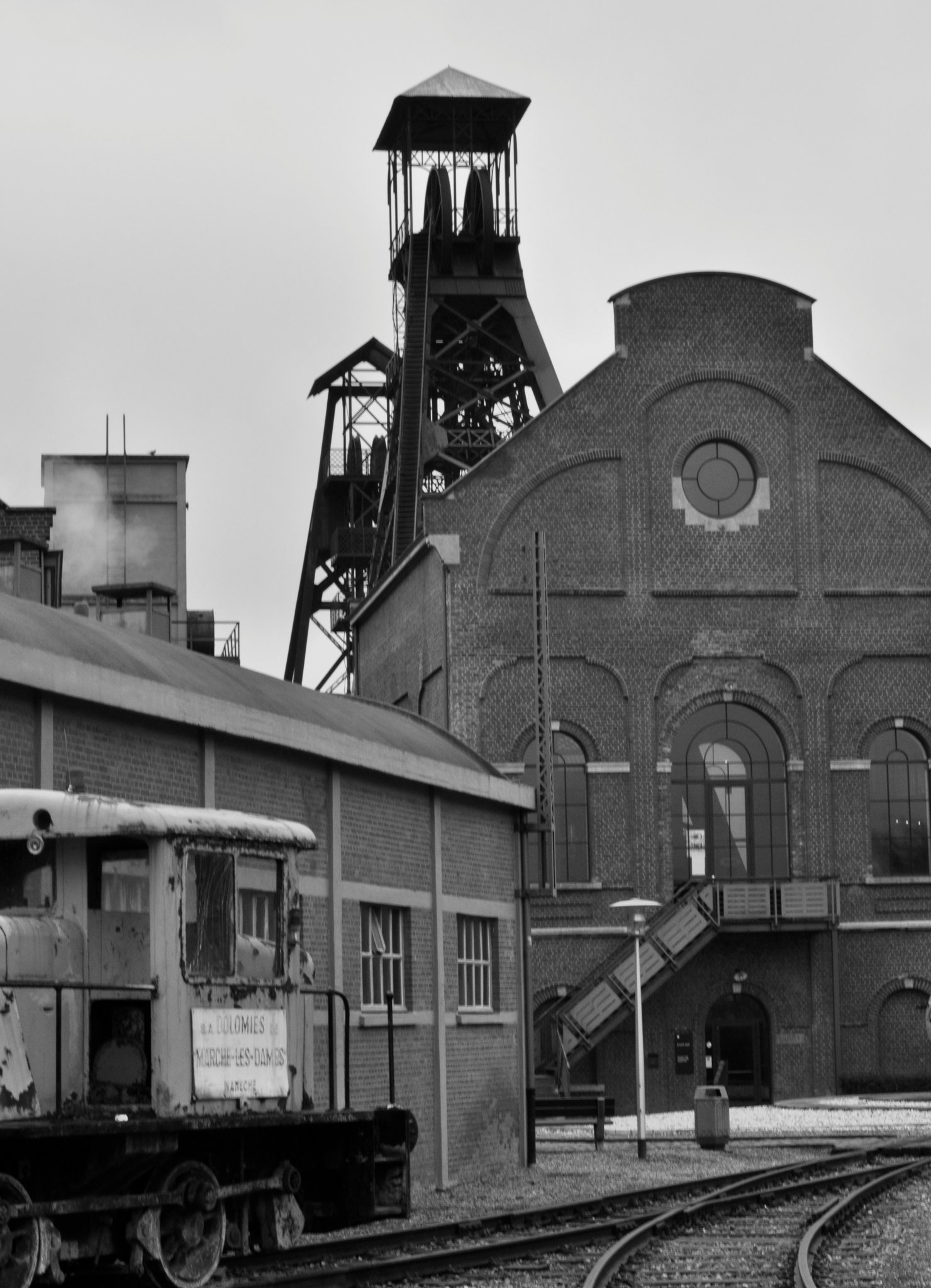
Le charbonnage du Bois du Cazier, aujourd'hui lieu de mémoire.

Le 19 août, on étudie les anciennes cartes à la recherche d'un passage entre 907 et 975 et, de fait, Angelo Galvan se souvient d'une petite taille qui doit faire de 35 à 50 centimètres abandonnée depuis longtemps. C'est pure folie de l'envisager, c'est étroit, personne ne connait l'état de ce boyau qui pourrait s'être effondré en plusieurs endroits ou menacer de le faire. Le 20 août, Galvan, Länger et Pelgrims sont volontaires pour cette mission extrême. Ils rejoignent assez facilement 835 mètres, marchent pendant deux kilomètres, franchissent deux plans inclinés abandonnés et rallient le niveau 907. L'air y était respirable. À l'ancienne taille de Huit paumes, il trouve le petit orifice tout juste fait pour le passage d'un homme. Les sauveteurs doivent retirer leur pesant matériel de respiration en circuit fermé, Dräger et le pousser devant eux. Les hommes s'y engouffrent, la progression est lente, pénible. Avec leur équipement, ils n'ont que 4 heures d'autonomie. Enfin ils débouchent dans une galerie puis un plan incliné, un bouveau, ils sont à 975 mètres. À 50 mètres de l'envoyage, une porte d'aérage leur barre la route, Länger l'entrouve et mesure la température de l'autre côté: 48 °C. Les hommes doivent remonter et parcourir à nouveau à l'envers les méandres labyrinthiques qu'ils venaient de traverser. Adolphe Calicis les attendait impatiemment en surface. Les hommes racontent leur progression. Calicis dira à propos d'Angelo : «Là où l'air passe, le renard passe». La légende du Renard du Bois du Cazier était en train de naître .
Deux jours plus tard, le même trio accompagné de deux autres équipes de secours soit neuf hommes au total retentent l'opération. Une des équipes de secours restera en stand by pour intervenir en cas de souci tandis que la troisième remontera prévenir la surface. L'interminable périple recommence et ils se retrouvent à nouveau devant cette même porte de séparation. De l'autre côté, la température a baissé. Ils arrivent à l'envoyage de 975, tout est détruit par le feu, ils prennent des clichés qui serviront durant les enquêtes. Lorsqu'ils remontent, Angelo constate que le manomètre de son Dräger indique qu'il n'a plus d’oxygène. Il le montre à Länger qui lui dit de se coucher au sol et ils s'échangent l'embout du Dräger de Länger, ce qui sauvera la vie d'Angelo. Angelo souffrait déjà à cette époque d'emphysème pulmonaire dû à la silicose, ce qui explique qu'il devait consommer davantage d'oxygène que ses camarades et par conséquent épuiser plus rapidement ses réserves.
La presse, qui n'intéressait guère Galvan, se perdait en conjectures, s'il y a encore un espoir de trouver des survivants, ce doit être à 1035 mètres. Paris Match consacre un article à Angelo Galvan, il fait la couverture du magazine.
Il fallut encore plusieurs jours avant d'atteindre 1 035 mètres. Ils n'y retrouveront que des cadavres. La galerie était noyée d'eau sur un mètre de hauteur, les cadavres flottaient, ils devaient parfois les désenchevêtrer pour pouvoir progresser, plus loin une scène que Galvan ne pourra jamais oublier, une vingtaine d'hommes, assis en rond, attendant les secours, figés par la mort. Tutti cadaveri, dira le sauveteur Angelo Berto en remontant à la surface. Il faudra encore des semaines pour remonter au jour les malheureux. La catastrophe de Marcinelle aura fait 262 victimes.
Dans les années 1980, Angelo Galvan, le Renard du Bois du Cazier, termine un manuscrit d'une vingtaine de feuillets en s'exprimant sur les rapports qui existaient entre la centaine de sauveteurs qui se sont relayés durant ces pénibles semaines :

« Je tiens à dire la grande solidarité, la discipline et la camaraderie qui ont joué entre sauveteurs et mineurs de toutes nationalités. On avait gardé espoir jusqu’au bout, nous avons perdu, et n’avons pu empêcher la mine de garder ses victimes. Trente ans après cette tragédie, je tiens encore à remercier ces hommes qui ont risqué leur vie pour tenter de sauver leurs camarades et je leur dis toute la fierté que j’ai d’avoir travaillé avec eux. Merci. »

« Ne jamais oublier, comme disaient les mineurs, que dans le fond, si ta vie est en danger, c'est l'autre qui te sauvera. Quelle que soit ton origine, ce à quoi tu crois, ou ta fortune. La main tendue de l'autre., »

### Sous les feux de la rampe
À la suite du désastre minier du Bois du Cazier, Angelo Galvan et son épouse furent mis sous les feux de la rampe. Le couple ne vivait pas particulièrement bien tous ces hommages mais s'y plièrent cependant de bonne grâce. La comtesse Belloni, principale actionnaire de Pirelli, accueille le couple en héros national. Ils arrivent à la gare où ils voient un attroupement impressionnant de journalistes. Ils regardent autour d'eux à la recherche de la personnalité importante qui doit se trouver là pour justifier un tel déploiement. Ils sont à mille lieues de penser que c'est bien pour eux. Le soir, un gala est organisé en leur honneur. Il leur est demandé d'y apparaître dans leurs habits de mineurs. Noëlla voudrait pourtant porter une belle robe au côté des élégantes qu'elle ne manquera pas de croiser. Elle veut se désister et rester dans sa chambre. Le couple se résout cependant à s'y présenter, ils sont ovationnés. Un peu plus tard, plus personne ne s'intéressant à eux, ils s'éclipsent discrètement. La comtesse qui avait pris Angelo Galvan en affection lui proposera même un poste de régisseur dans l'une de ses propriétés, Angelo décline, ce n'est pas son monde.
Au début de l'année 1957, une réception est organisée au Palais des beaux-arts de Bruxelles. Le Roi Baudouin le fait chevalier de l'ordre de Léopold II. L'ingénieur allemand Länger a fait le déplacement depuis Essen pour saluer son ami.
À Rome, il reçoit la médaille de chevalier de l'Ordre du Mérite de la République italienne.
Il est également décoré par le Carnegie Hero Fund (en).
Au Vatican, le Pape Pie XII le reçoit en colloque singulier. Mais définitivement, tout ce faste n'était pas pour lui.

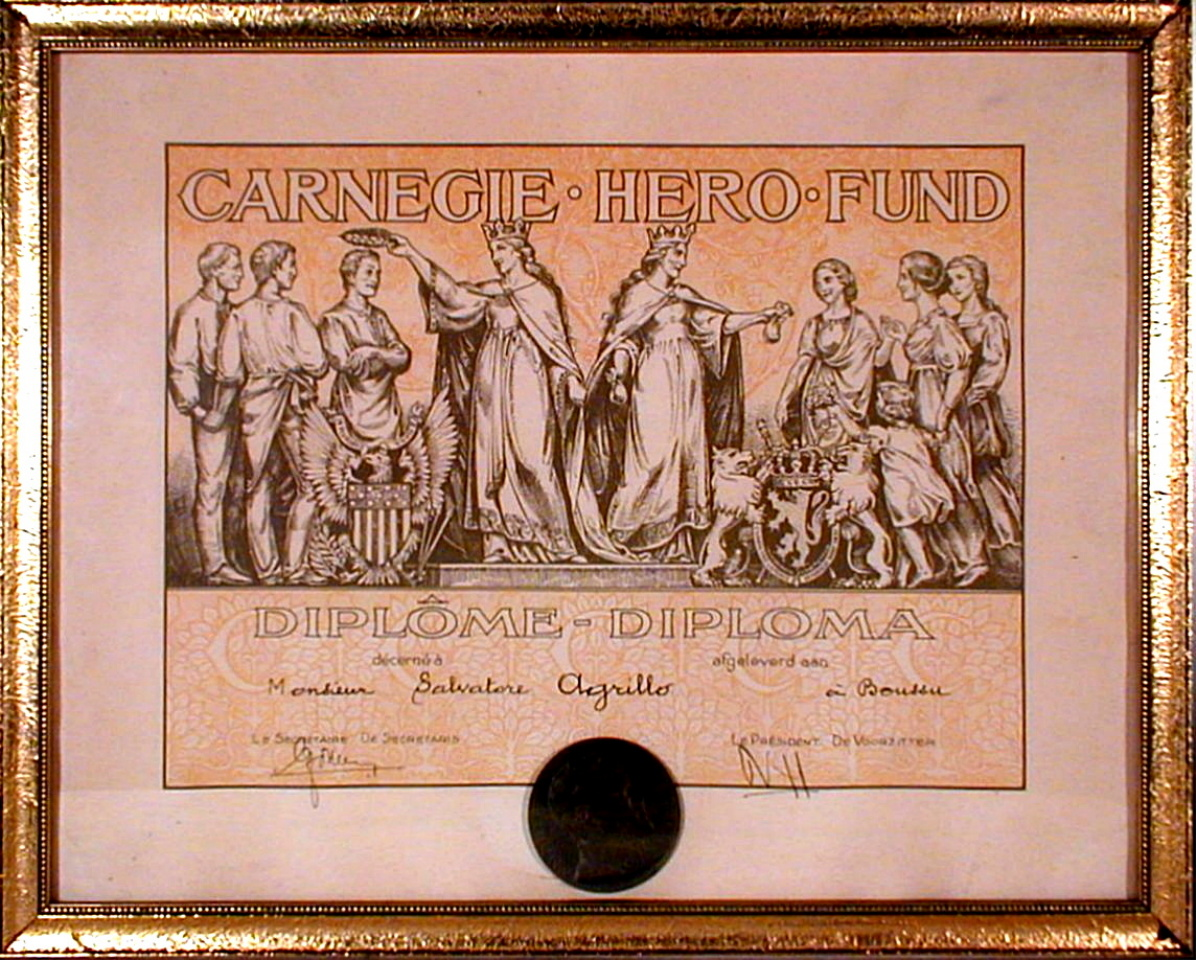
Diplôme de Carnegie Fund remis aux sauveteurs de Marcinelle
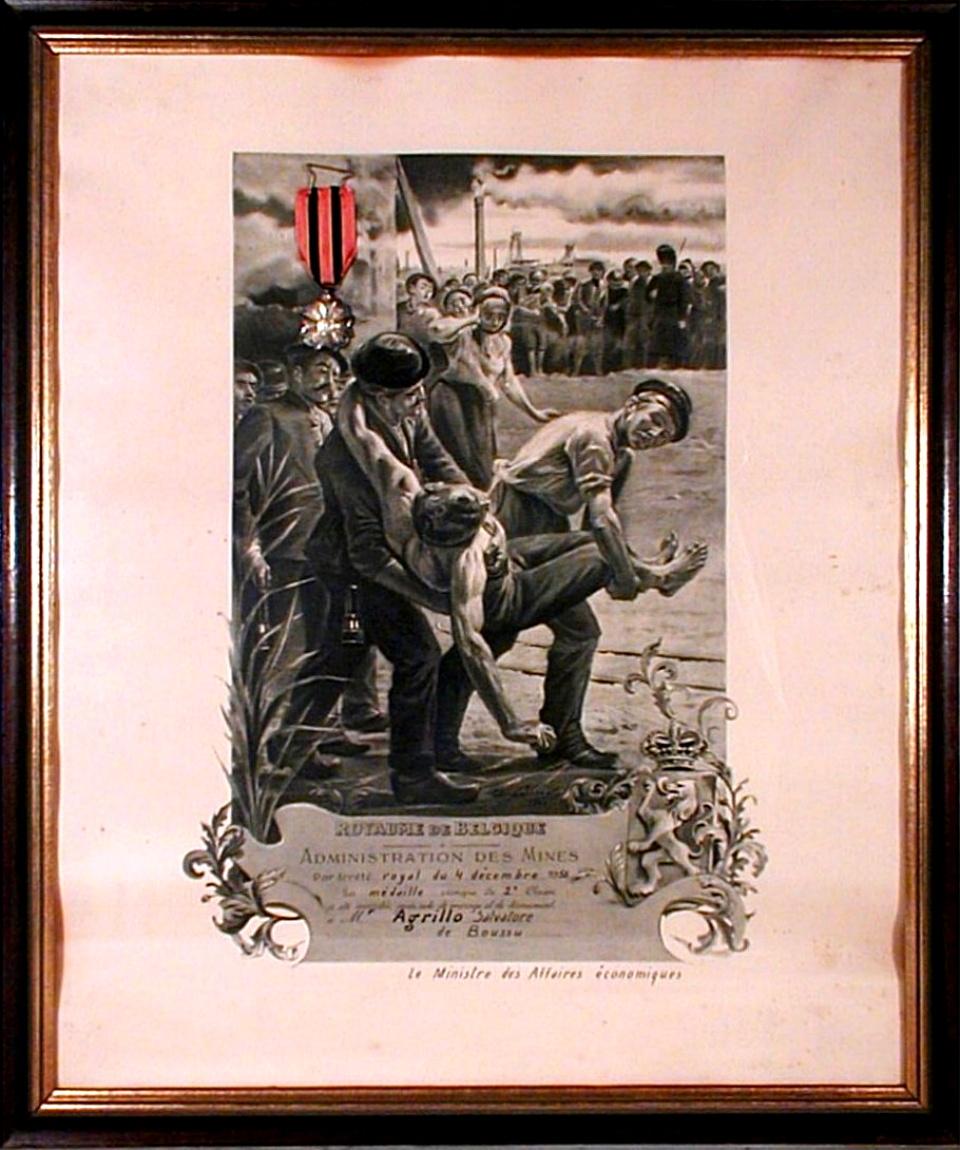
Diplôme Royaume de Belgique remis aux sauveteurs de Marcinelle

### Fin de carrière au Bois du Cazier
Angelo Galvan conduira les travaux de remise en état du site. Le puits Foraky qui atteindra 1200 mètres ne sera jamais mis en fonction. En 1965, à sa remontée, le directeur lui dit un jour : «c'est fini Angelo, on remonte». Angelo n'était pas syndicaliste mais il fut chef de file de la fronde. Il restait une quarantaine de mineurs à cette époque. Ils décidèrent de mener une action en redescendant tous au fond. Noëlla pourvoyait au ravitaillement. L'action durera 4 nuits et 5 jours. Ce fut l'ultime soubresaut du Cazier qui verra son activité pour un temps maintenue. En 1970, cependant, la mine fermera définitivement ses portes. En bon capitaine, il restera sur le pont et prendra part aux importants travaux de démantèlement du site dont les pertuis furent bétonnés à deux cents mètres de la surface. Ces dalles de béton, épaisses de 4 mètres étaient cependant pourvues de conduites permettant de récupérer le gaz afin d'alimenter les industries de la région. Au moins le Cazier continuerait à servir à quelque chose.

### Devoir de mémoire
Angelo Galvan restera, sa vie durant, un témoin clef de la Catastrophe du Bois du Cazier. En 1976, il prend part au documentaire réalisé par Robert Mayence, Christian Druitte (journaliste) et Marc Preyat : «La catastrophe du Bois du Cazier». Avec Christian Druitte, il se rend à Toronto pour interviewer Antonio Ianetta. Trop de questions sont restées sans réponse. Ils espèrent que vingt ans après, Ianetta donnerait des précisions. Avait-il eu le feu vert de Gaston Vausort pour encager? Ianetta ne modifiera pas ses premières dépositions manifestement encore très ému à l'évocation du drame.
Durant l'hiver de 1985-1986, il reçoit tous les dimanches matin, Marcel Leroy pour parler de la catastrophe mais aussi de sa vie. Les deux hommes se lieront d'amitié. Angelo lui confiera un manuscrit d'une vingtaines de feuillets relatifs à la catastrophe. Ces entrevues et ce manuscrit seront à l'origine de l'écriture, trente ans plus tard, de «Angelo Galvan, le Renard du Bois du Cazier» aux éditions Luc Pire en juin 2016.
Angelo Galvan est mort de la maladie des mineurs à l'hôpital civil de Charleroi, le 6 mars 1988.

## Reconnaissances
- Une rue porte son nom à Roana, Via Angelo Galvan[8].
- Le 8 août 2005, une salle portant son nom est inaugurée sur le site du Bois du Cazier. Y figure une copie de la statue érigée en son honneur sur la place d'Asiago[5],[9].
- En 2006, le Tour d'Italie fait étape au Bois du Cazier pour saluer les victimes et les sauveteurs de la catastrophe[9].
- Le 9 septembre 2013, La rue du Bois du Cazier est rebaptisée Rue du Renard du Bois du Cazier à Marcinelle[5],[10],[d].

## Biographies
- Marcel Leroy, Angelo Galvan, le Renard du Bois du Cazier, éditions Luc Pire, juin 2016, 160 p..
- Jean-Luc Seguin, Conducteur Galvan, Société des Écrivains, 2008, 145 p.

## Documentaires
Robert Mayence (réalisateur), Christian Druitte (journaliste) et Marc Preyat, La catastrophe du Bois du Cazier, RTBF, août 1981 (lire en ligne).